# Distrito de Jianye
O Distrito de Jianye (chinês tradicional: 建鄴區, chinês simplificado: 建邺区, pinyin: Jiànyè Qū) é um dos 11 distritos de Nanquim, a capital da província de Jiangsu na China.

## História
Nanquim, já chamada de Jianye, foi a capital de seis dinastias a partir do ano 3 d.C., muito devido à sua posição no Rio Yangtze.

## Subdivisões administrativas
O distrito de Jianye é responsável pela administração destas áreas urbanas:
| Direcção | Local                                                                                                  | Imagem | Descrição |
| -------- | --- | ------ | --- |
| Norte    | Subdistrito de Mochouhut / Subdistrito de Binhu (chinês: 莫愁湖街道) / (chinês simplificado: 滨湖街道) |        | Área nordeste, próxima e incluindo o Lago Mochou                                                                                         |
| Norte    | Subdistrito de Nanyuan (chinês: 南苑街道)                                                              |        | Sul da área do Lago Mochou. |
| Norte    | Subdistrito de Shazhou (chinês: 沙洲街道)                                                              |        | A Oeste da área do Lago Mochou. Inclui o Memorial do Massacre de Nanquim.                                                                |
| Centro   | Hexi (chinês simplificado: 河西中央商务区)                                                             |        | Inclui o Centro Internacional de Exposições de Nanquim.                                                                                  |
| Centro   | Centro de Conferências e Turismo (chinês simplificado: 江东商业文化旅游中心区)                         |        | A Oeste do Centro de Desportos de Nanquim e inclui o Hotel de Conferências de Jinling Riverside                                          |
| Centro   | Subdistrito de Xinglong (chinês simplificado: 兴隆街道)                                                |        | Também conhecido como Subdistrito de Booming. Está na área do Centro de Desportos de Nanquim. A arena tem capacidade para 60.000 pessoas |
| Oeste    | Ilha de Jiangxi (chinês: 江心洲街道)                                                                   |        | Também conhecida como Jiangxinzhou e a Nova Ilha Eco-Tecnológica de Nanquim.                                                             |
| Este     | Parque Tecnológico Metropolitano de Jianye (chinês simplificado: 建邺区新城科技园)                     |        | A Este e Sudeste do Centro Desportivo de Nanquim.                                                                                        |
| Sul      | Subdistrito de Shuangzha (chinês simplificado: 双闸街道)                                               |        | Na parte sul do distrito. |

## Transportes
O serviço de comboios está disponível na Estação de Yuantong entre as Linhas 1 e 2. A Linha 1 serve na Estação do Estádio Olímpico, ao passo que a Linha 2 serve nas estações de Metro de Nanjing: Este do Estádio Olímpico, Mochouhu, Jiqingmendajie, inglongdajie, Yurndajie e Youfangqiaoine.
A Ilha Jiangxin pode ser atingida através da Ponte Elevada da Rua de Yingtian, que é uma ponte de 760 metros que liga a ilha e o seu Parque Florestal dos Jogos Olímpicos da Juventude ao território principal no Centro Internacional de Exposições de Nanquim, uma das infraestruturas que acolhe eventos dos Jogos Olímpicos de Verão da Juventude de 2014. É a primeira ponte pedestre a cruzar o rio Yangtze.